# Vùng dị thường Molyobskaya
Vùng dị thường Molyobskaya (tiếng Nga: Молёбская аномальная зона), còn gọi là Tam giác M, Tam giác Molobkinsky, Tam giác Perm hay vùng M, về cơ bản là một thuật ngữ giả khoa học, từng được báo chí lá cải phát triển vào những năm 1989–1990 của thế kỷ 20, dùng để chỉ khu vực ở Nga nằm trên ranh giới giữa tỉnh Sverdlovsk và vùng Perm, tả ngạn sông Sylva, giữa làng Molyobka và làng Kamenka (cách ga xe lửa Shumkovo 37 km). Theo giới nghiên cứu UFO người Nga cho biết thì nơi đây thường hay xảy ra hiện tượng huyền bí. Diện tích ước tính khoảng 70 km², tổng diện tích khu vực quan sát thấy UFO và hiện tượng dị thường vượt quá 1000 km². Nơi này được công chúng biết đến sau loạt ấn phẩm Tam giác M hoặc Người lạ không bước vào đây của nhà báo Pavel Petrovich Mukhortov đăng trên tờ Thanh niên Liên Xô (1989).